# 高登島
高登岛，原名下目岛，属于马祖列岛北竿島之離島。南北长2公里，东西宽0.92公里，面积约1.84平方公里。位于连江县东部，马祖列岛东北，距中華人民共和國轄福建省黃岐半島9.25公里，行政隸屬於中華民國福建省連江縣北竿鄉芹壁村。

## 歷史

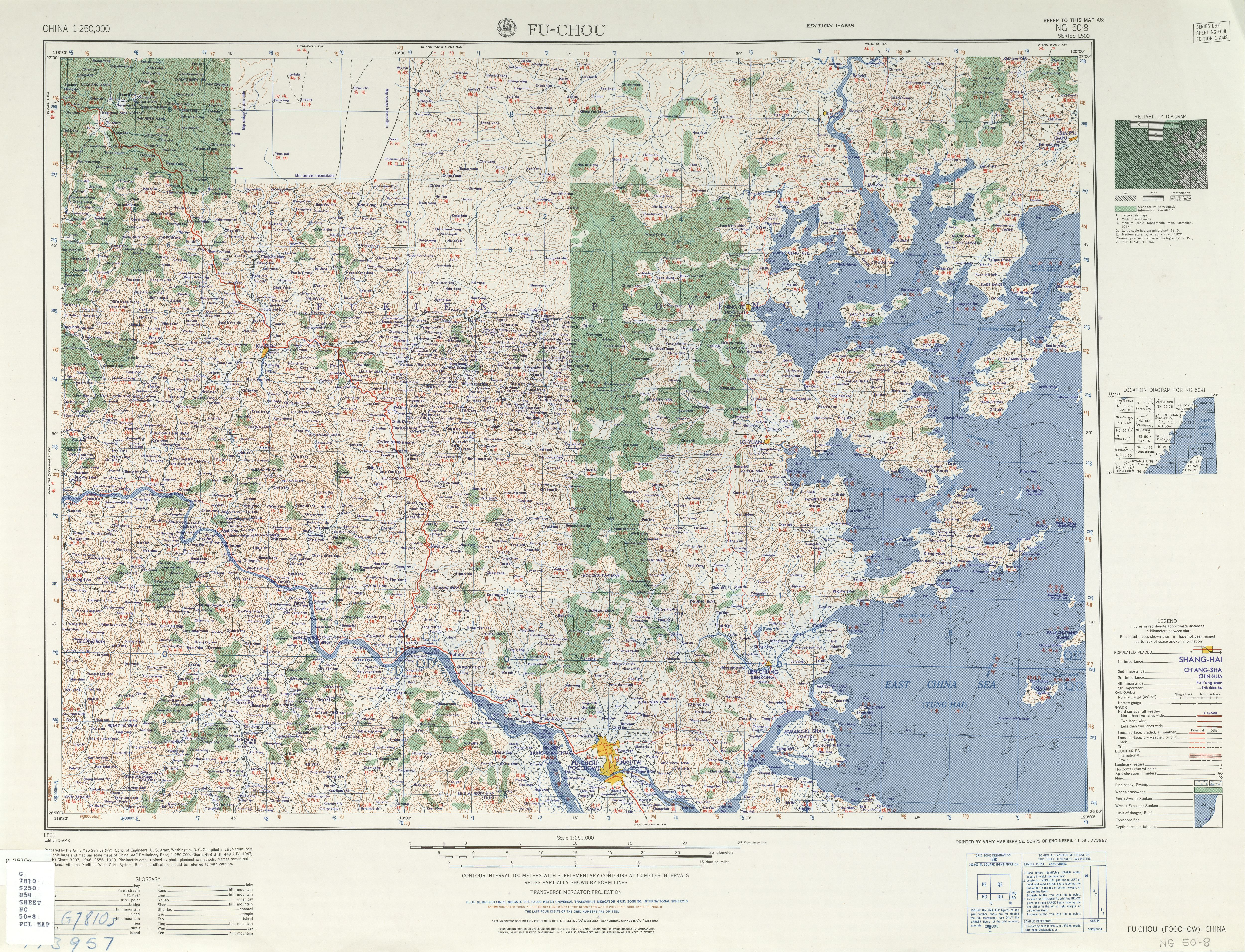
美國海軍於1950年代繪製的福州一帶地圖，高登島位於右下方，且另附註「北沙島」一名。

1368年（明洪武元年）连江黄岐半岛渔民定居于此，多聚居北部。
1951年2月13日，在大霧的掩護下，八艘中共的快艇和二十多艘帆船圍攻高登島。經過國軍游擊隊兩個小時的戰鬥後，中共的軍隊被擊退。
1954年11月20日凌晨，服役於高登島之汪喜田捕獲共軍蛙人，被譽為戰鬥英雄。
1955年3月4日，正值第一次台海危機期間，中共機動帆船襲擊高登島，後被擊退。
1955年10月7日、11日、14日，中共向高登島共發射49發砲彈。同年10月29日，中共於黃岐半島糞箕山砲擊高登島十二發。同年12月28日，國共兩軍在高登島附近海域發生了長達一個小時的衝突。
1956年2月3日，高登島遭到中共砲擊600餘次。 2月9日，中共向高登島砲擊154發。3月19日，該島遭到中共119 次砲擊，後國軍還擊，向中国大陆發射了13發砲彈。4月24日，該島遭到中共246次砲擊。5月17日，該島遭到中共136次砲擊。6月9日，中共砲艇及小型登陸艇於高登島西北面集結，空軍襲擊集結的中共海上部隊。後中共由福建三都澳、羅源灣向國軍的戰機射擊。9月15日，中共向北竿、高登射擊六百餘發。
1958年8月19日，時任總統蔣中正登島慰問官兵。
1960年2月6日，中共向高登島發射165發砲彈，島上官兵均沒有受傷。
1975年9月至10月間，中共蛙人兩次登島，並在島上塗鴉做留言，來威脅駐防該島的國軍。
2000年12月6日，在距高登島2公里處發現一艘中國大陸漁船。海巡署向空中發射了16發子彈作為警告。船上6名船員當場被捕，船後來沉入海中。
2005年9月9日上午，時任總統陳水扁視察高登島及其附近島嶼。
2019年4月，一艘在北竿註冊的漁船報告，指4月17日下午，其船隻於高登島及中島之間的台灣海域遭到多艘中國大陸漁船襲擊及尾隨。翌日，一艘中國大陸船隻的船員在馬祖群島沿岸向海巡署船隻投擲石塊。

## 軍事
高登島為馬祖列島中，最接近中國大陸的島嶼，因此具有重要戰略意義，根據馬祖文化處網站的描述，高登島與其他鄰近島嶼均為中華民國「海上防衛的最前線」。
島上有高登守備隊駐守，但在國軍精實案後，駐防兵力僅剩一連。

## 交通

### 陸上運輸
島上設有九條公路、三條鐵道纜車。島上的軍方運輸車均為悍馬車及動力搬運車。

### 海上運輸
忠誠號運補船每週兩次運送物資到高登島。

## 地理
高登島擁有馬祖地區難得一見的原始林，同時其植物資源豐富。當地政府認為未來發展生態旅遊極具潛力。

## 影視作品
- 1989年：中華電視 你不曾到過的島嶼－北竿島、高登島[16]
- 2021年：國際橋牌社2

## 事件
1954年11月20日凌晨，服役於高登島之汪喜田（28歲，湖北人）捕獲共軍蛙人，被譽為戰鬥英雄，高登駐軍為紀念此一事蹟，在附近石壁上刻字「汪喜田在此，群鬼迴避」永矢紀念。報載民44年1月，汪喜田榮膺「第五屆國軍克難英雄」，與台灣、金門、大陳、馬祖四地區的英雄一行52人，巡迴全台各大都市接受各界表揚與款待，歷時一週。1985年高登駐軍為紀念汪員英勇事蹟，特地於事件發生地點塑立雕像及碑文紀念，碑文內容為：
汪喜田在此群鬼迴避
  汪喜田於民國四十三年十一月廿一日午夜任高登游動哨時，

見岸礁邊有黑影蠕動，判係水匪，立即伏臥射擊，擊倒其—，復

潛進壁縫搜索，果又見一匪，遂果斷肉搏，終擒獲之，此係金馬

國軍首度活捉水匪，對匪士氣打擊極大。
          兼指揮官秦王基率守備隊長徐克民謹識
           中華民國七十四年七月一日——王基率、徐克民，汪喜田戰士紀念碑（文字 轉自國軍戰士紀念碑 一書）
雕像經過了30年多年風吹日曬，部份雕身均已斑駁脫落，2017年7月22日前高登老兵們到島上勞軍後，即發起募捐活動並安排重塑事宜，完成雕像後9月4日運往高登島，6日進行安裝。

## 參看
- 中華民國島嶼
- 連江縣 (中華民國)
- 北竿鄉
- 南竿鄉
- 大坵島
- 莒光鄉
- 東引鄉
- 牛山岛
- 大柑山